# Наджибулла, Мохаммад
Мохаммад Наджибулла́, также известен как доктор Наджиб (пушту محمد نجيب الله‎ — Mohammad Najibullāh; 6 августа 1947, Гардез, Королевство Афганистан — 27 сентября 1996, Кабул, Исламский Эмират Афганистан) — афганский государственный, политический и партийный деятель, дипломат: президент Республики Афганистан (РА) (1987—1992), председатель Революционного совета ДРА (1987), Генеральный секретарь ЦК правящей партии НДПА (1986—1992), начальник Службы государственной информации (ХАД) (1980—1985).
Получил известность на посту главы ХАД за свои жёсткие методы и хорошие организаторские способности, из-за чего привлёк внимание советского руководства, при поддержке которого в 1986 году сменил во главе ДРА ушедшего в отставку Кармаля. Пытался расширить поддержку правительства среди населения Афганистана. Инициировал политику «национального примирения», заявив о готовности создания коалиционного правительства с представителями моджахедов и отказа НДПА от монополии на власть. Принятая в 1987 году конституция провозгласила ислам государственной религией, допускала применение шариата и уже не содержала упоминаний социализма или коммунизма. Хотя эти меры имели некоторый успех, они не смогли положить конец гражданской войне. Осознавая своё шаткое положение, Наджибулла выступал против вывода советских войск из страны, который, однако, был завершён в 1989 году, а гражданская война продолжилась с ещё большей интенсивностью. Спустя год после распада СССР, лишившись советской поддержки и оказавшись в международной изоляции, правительство ДРА пало. Наджибулла укрылся в здании миссии ООН в Кабуле, где пребывал до 1996 года, пока не был захвачен и убит захватившими власть талибами.

## Биография

### Юность
Мохаммад Наджибулла родился 6 августа 1947 года в Гардезе в семье государственного служащего Ахтара Мохаммада. По происхождению пуштун из клана ахмадзаи племени сулейманхель гильзайского племенного союза. Его семейные корни находятся в провинции Пактия. Пластун и Адрианов в своей работе «Наджибулла. Афганистан в тисках геополитики» указывают родной деревней Наджибуллы селение Милан. В 1964 году Наджибулла окончил лицей «Хабибия», после чего поступил на медицинский факультет Кабульского университета. В 1965 году он вступил в НДПА, а с августа 1971 года — член руководящих органов легальной Ассоциации студентов Кабульского университета. В интервью газете «Известия» 29 декабря 1989 года Наджибулла о себе сказал так:
Как я стал революционером? Учился в лицее в Кабуле, а отец мой служил в Пешаваре, и я к нему ездил каждый год на каникулы. Где-то за Джелалабадом обычно был привал. И там, у прозрачного водопада, все отдыхали. Женщины обычно чуть выше поднимались, мужчины отдельно у подножия останавливались. И вот одна женщина бежит по тропинке сверху и кричит кому-то из мужчин: у тебя сын родился. Все стали подниматься наверх. И я смотрю, минут двадцать всего прошло, и эта женщина, что родила, поднялась на ноги, завернула сына в шаль и тронулась с караваном кочевников в путь. Я ощутил какой-то внутренний толчок, меня била дрожь. Как же так, думал я, почему афганская женщина должна рожать на земле, среди камней, как беспризорное животное! Поверьте, ни о какой революции я тогда не подумал, просто гнев и стыд душили меня. Ведь я любил свою землю и свой народ. Что же, он должен жить хуже всего рода человеческого?
Студентом Наджибулла активно участвовал в массовых антиправительственных выступлениях столичной молодёжи, за что два раза подвергался аресту. В 1969 году он был впервые арестован. На судебном процессе его обвиняли в «участии в противозаконных забастовках и демонстрациях», «нарушении общественной безопасности и нагнетании напряжённости», а также в «создании условий для призыва народа к восстанию» и «провоцировании беспорядков и столкновении с полицией». В январе следующего года он был вновь арестован за участие в антиамериканской демонстрации в Кабуле в связи с визитом в страну вице-президента США Спиро Агню. В 1975 году он окончил Кабульский университет по специальности врач-гинеколог. В том же году по решению фракции НДПА «Парчам» он возглавил кабульскую провинциальную комиссию партии по созданию в столице и провинции ячеек и комитетов Демократической организации молодёжи Афганистана.

### Партийная деятельность
После Саурской революции Наджибулла вошёл в состав высшего органа республики — Революционного совета, возглавив Кабульский комитет партии. 28 июня 1978 года Наджиб был отправлен послом ДРА в Иран. Однако уже в октябре того же года, обвинённый вместе с другими лидерами «Парчам» в антиправительственном заговоре, Наджибулла был снят с поста и лишён гражданства. После этого он был вынужден скрываться в Москве, где находился вплоть до ввода Советской Армии в Афганистан.
В январе 1980 года по возвращении в страну Наджибулла получил пост руководителя Службы государственной информации (ХАД). В 1983 году ему было присвоено воинское звание генерал-лейтенанта. С 1981 года — член Политбюро ЦК НДПА, с ноября 1985 года — секретарь ЦК НДПА.

### Во главе государства
24 ноября 1986 года XX пленум ЦК НДПА принял отставку Бабрака Кармаля, назначив исполняющим обязанности председателя Революционного совета ДРА Хаджи Мохаммада Цамкани, который 30 сентября 1987 года сложил с себя полномочия, в связи с переходом на другую должность. Новым председателем Революционного совета Демократической Республики Афганистан 1 октября стал генеральный секретарь ЦК НДПА Мохаммад Наджибулла.

#### Политика национального примирения
30-31 декабря 1986 года в Кабуле состоялся чрезвычайный расширенный XXI пленум ЦК НДПА, на котором с большим докладом выступил Наджибулла. На пленуме были подробно изложены необходимость и цели национального примирения, заключавшиеся прежде всего в установлении мира и безопасности в стране и прекращении братоубийственной войны. Наджибулла в своём докладе выдвинул два направления: внутреннее и внешнее. Во внутренней политике предлагалось прекратить огонь всех противоборствующих сторон с 15 января следующего года; привлечь племенных вождей и местных авторитетов зон племён, Хазараджата и Нуристана к сотрудничеству с официальной властью; перейти к диалогу с политическими силами, находящиеся в оппозиции, а также смело и открыто установить контакты с вооружённой оппозицией и нейтралами; создать необходимые условия и содействовать возвращению на родину афганских беженцев.
Политика национального примирения началась с освобождения нескольких тысяч политических заключённых. 15 января 1987 года афганская армия прекратила огонь из всех видов оружия. Наджибулла призвал вооружённую оппозицию прекратить огонь с 12 ночи 15 января до 12:00 16 июля, но уже спустя два дня после прекращения огня со стороны афганской армии, лидеры вооружённой оппозиции на совещании в Пешаваре решительно отвергли мирные инициативы афганских властей, подтвердив своё намерение вести вооружённую борьбу до победного конца. Несмотря на это, за три дня перемирия на сторону народной власти в Герате перешли 3,5 тыс. вооружённых повстанцев, в провинции Фарьяб — 500, а в страну вернулись 120 семей афганских беженцев. Всего к 10 февраля на сторону властей перешло более 20 вооружённых групп общей численностью свыше 10 тыс. человек, а число вернувшихся из Пакистана и Ирана беженцев к середине марта достигло более 34 тыс. человек.

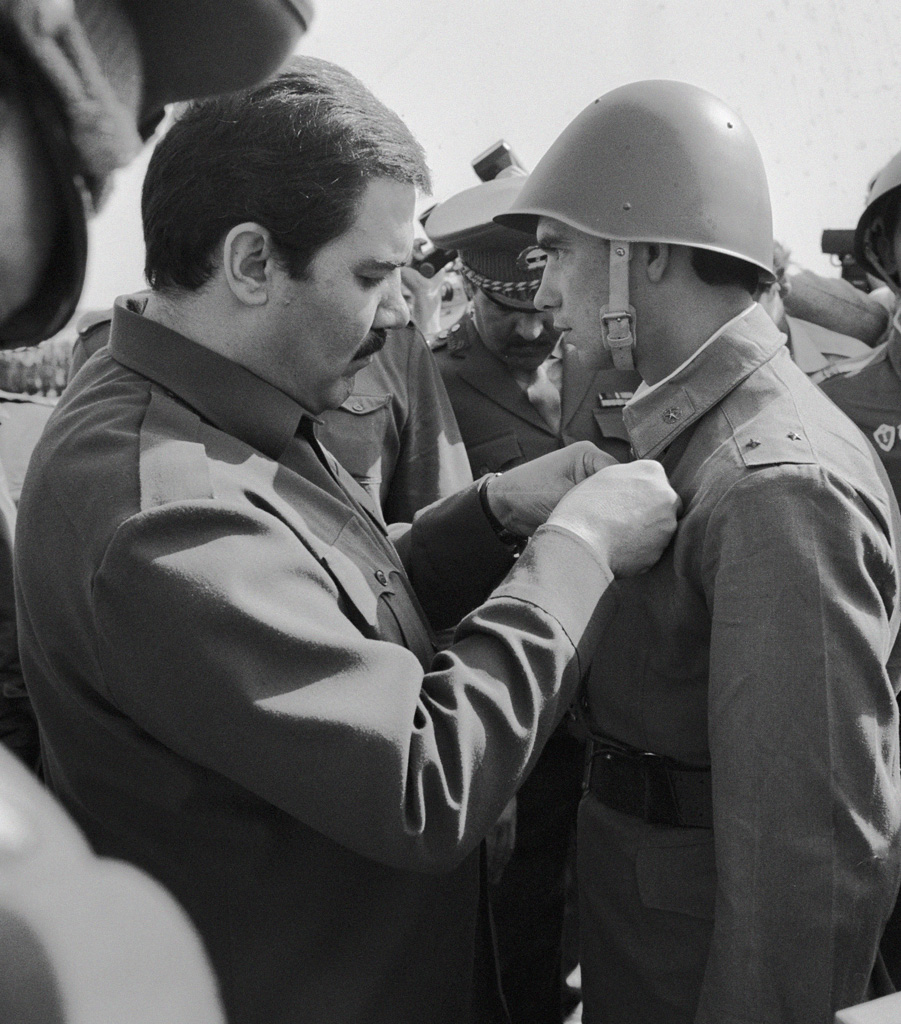
Генеральный секретарь ЦК НДПА Наджибулла (слева) вручает советскому воину награду ДРА, Афганистан, 1 октября 1986 года. Фото Александра Гращенкова

25 февраля Наджибулла предложил противоборствующей стороне встретиться для переговоров в столице, либо в нейтральной стране с целью обсуждения вопроса о создании правительства национального согласия, но противники кабульского руководства не приняли это предложение. Глава НДПА, придерживаясь курса на национальное примирение, предпринял новую попытку для реализации поставленных целей. В июле того же года в стране была введена многопартийная система. Представителям вооружённой оппозиции предлагалось занять государственные посты в руководстве страны и предоставлялись полномочия самостоятельно создавать в местах своего проживания органы власти и обеспечивать на подвластной им территории мир и безопасность. К концу августа представители афганской вооружённой оппозиции возглавляли 14 уездов и четыре провинции, а к октябрю под контроль правительства перешло 1600 кишлаков, практически полностью от вооружённых отрядов были освобождены провинции Фарах и Нимруз, население которых объявило их зонами мира, 30 тыс. моджахедов  из 174 вооружённых формирований и более 100 тыс. членов их семей перешли на сторону правящей власти, ещё 90 тыс. человек вернулись из пакистанских и иранских лагерей беженцев. Однако при всём этом гражданская война в Афганистане не прекращалась. Политика национального примирения отвергалась не только непримиримой оппозицией, но и вызвала противоречия в самой НДПА, а военно-политическая напряжённость в стране только усиливалась.
С 30 ноября по 1 декабря в Кабуле прошло заседании Лойи Джирги, в ходе которой была утверждена Конституция Афганистана, новое наименование страны — Республика Афганистан, а Мохаммад Наджибулла избран президентом Афганистана. Следуя курсу на национальное примирение, Президиум Революционного совета в конце января следующего года обнародовал Указ «О помиловании некоторых командиров вооружённых групп оппозиции, ранее заочно приговорённых к смертной казни», в частности, помиловав таких полевых командиров, как Ахмад Шах Масуд, Джалалуддин Хаккани и Исмаил-хан. С приходом к власти Наджибулла попытался также изменить сложившиеся отношения между НДПА и мусульманским духовенством. Глава государства и члены руководства страны стали посещать крупнейшие мечети Кабула и участвовать в пятничных намазах; правительство осуществляло поддержку Ислама и духовенства в стране. При президенте был образован Исламский консультативный совет, а 13 марта 1988 года Наджибулла объявил о решении правительства открыть Исламский университет. За период с января 1987 по февраль 1988 гг. за счёт государственных средств в стране было построено 20 мечетей и 324 находилось в ремонте, стала выходить орган Высшего совета улемов и духовенства — еженедельная газета «Эршад-е ислам», на нужды 4200 паломников в Мекку и Медину из казны было выделено 313 млн афгани (около 6,2 млн$) и 4,7 млн афгани (около 93 тыс.$) для 102 паломников в Кербелу. С другой стороны государство поддерживало деятельность всего 10 медресе, 10 домов «хранителей Корана», 134 шиитских молельных домов и 2 тыс. 474 мечетей из 15 тыс. в стране. По данным Слинкина государство обеспечивало зарплатой около 20 тыс. служителей культа, а по данным Христофорова только 11 500 служителей культа находились на частичном государственном обеспечении, причём размеры ежемесячных выплат муллам в среднем составляли от 500 до 2 тыс. 900 афгани (от 10 до 60$), в то время как исламские комитеты, организованные оппозицией на подконтрольной ей территории, выплачивали духовным лицам ежемесячное содержание, превышающее правительственное в три раза.

#### Мятеж Таная
В августе 1989 года в Кабуле была раскрыта подпольная диверсионно-террористическая организация и вскоре следствию предстал заговор с целью свержения правящей власти, в которой оказались замешаны армейские офицеры. К концу года были арестованы сотни человек, включая несколько генералов афганской армии, что вызвало ответную реакцию министра обороны и члена фракции «Хальк» Шахнаваза Таная, который в один из дней, покидая кабинет президента, с возмущением сказал: «Это — заговор против меня лично и против халькистов». Он укрылся в Министерстве обороны и под угрозой поднять армию потребовал освободить арестованных генералов. Тогда Наджибулла освободил четверых генералов. Однако на этом конфликт между министром обороны и президентом не был исчерпан.
6 марта 1990 года Шахнаваз Танай возглавил вооружённый мятеж халькистов против Наджибуллы. Утром этого дня он с группой офицеров и сильной охраной прибыл на аэродром Баграм, располагавшейся в 50 км к северу от Кабула. На его стороне выступили 4 и 15-я танковая бригады, а также поддержали 52-й полк связи и 40-я дивизия. Генерал лично отдал приказ о нанесении бомбовоштурмовых ударов по Кабулу. Вскоре по приказу президента против путчистов был введён весь арсенал сил и средств. Ожесточённые бои правительственных войск с мятежниками развернулись в районе Министерства обороны, Главного политического управления армии и вокруг авиабазы Баграм. Блокировав вначале здания Министерства обороны и Главного политического управления, части президентской гвардии затем взяли их штурмом. Авиация, расположенная в районе Мазари-Шарифа, которая осталась верной президенту, подвергла авиаударам Баграмский аэродром; дивизионом реактивных снарядов «Ураган» по аэродрому было выпущено 200 снарядов, поразив взлётно-посадочную полосу и стоянки самолётов. Наджибулла позже говорил: «Я так бомбил Баграм, что от него даже камня не осталось». В 12 часов 25 минут 7 марта Танай вместе с другими взбунтовавшимися генералами и семьями вылетел с аэродрома Баграм и приземлился в Пакистане, где он встретился с начальником сухопутных войск Пакистана генералом Аслам Бегом и шефом пакистанской разведки Шамсур Рахманом Каллу, причём во встрече участвовал один из лидеров вооружённой оппозиции Гульбеддин Хекматияр. К 8 марта правительственные войска взяли под контроль Баграмский аэродром. По мнению Слинкина

главный итог мартовского мятежа заключался в том, что он, как ничто другое до этого, отчётливо высветил организационную слабость и политическую несостоятельность НДПА, как правящей партии. С этого времени разногласия в высшем партийном руководстве ещё больше обострились <…> Мятеж оказал разлагающее воздействие и на вооружённые силы, главную опору левого кабульского режима. В рядах офицерского корпуса усилились недоверие к высшему руководству и разочарование в партийных делах. <…> Факты убедительно свидетельствуют, что паруса мартовских событий в Кабуле наполнялись ветром не одиночек, а значительной по численности радикально настроенной части Хальк. Именно она во главе с её влиятельными лидерами прибегла к вооружённому выступлению как к последнему средству, чтобы убрать парчамиста Наджибуллу, вернуть себе власть и таким образом разрешить непримиримые противоречия со своими внутрипартийными соперниками.

Пластун считает, что «выступление Ш. Н. Таная, несмотря на весь трагизм ситуации, стало знаковым моментом в жизни Наджибуллы. Он стал превращаться во всё более признаваемого лидера общенационального масштаба, с которым начали связывать свои надежды на будущее всё более широкие слои афганского народа».

#### Продолжение войны. Свержение
Дружба, завещанная нам отцами, озарённая гением Ленина и прозорливостью Амануллы-хана, стала ещё глубже, ещё крепче. Она переросла в братство по крови, в братство по оружию и борьбе. Она стала интернационализмом в действии, она стала патриотизмом в действии! …Мы пойдём вперёд, ощущая братскую поддержку и опираясь на нерушимое патриотическое единство. Наша дружба с СССР — вечна!
Вывод советских войск из Афганистана начался 15 мая 1988 года, в соответствии с заключёнными в апреле того же года Женевскими соглашениями о политическом урегулировании положения вокруг ДРА. 15 февраля 1989 года последний советский военнослужащий покинул Афганистан. С выводом советских войск из Афганистана для государственных органов и афганской армии складывалась тяжёлая обстановка, поскольку кабульское правительство осталось один на один против вооружённой оппозиции. Через четыре дня после вывода советских войск в стране было введено чрезвычайное положение. С целью осуществления централизованного руководства страной в условиях чрезвычайного положения указом президента был создан Высший совет обороны родины (ВСОР). Пакистанские и американские чиновники ожидали быстрой победы моджахедов. Однако в течение полугода эти ожидания не оправдались. В результате своевременной поставки оружия и боеприпасов из СССР афганские вооружённые силы смогли отразить многократные наступления отрядов вооружённой оппозиции на Джелалабад, Гардез, Газни, Кандагар, Шинданд, Файзабад, Саланг. 4 мая 1990 года указом президента чрезвычайное положение было отменено.
На протяжении трёх лет правительству Наджибуллы удавалось держаться у власти. Вскоре после августовских событий в СССР в 1991 году, министр иностранных дел РСФСР Андрей Козырев заявил: «В Афганистане всё готово к урегулированию — мешает этому только советская поддержка „экстремистов“ во главе с Наджибуллой». 15 ноября того же года министр иностранных дел СССР Борис Панкин дал официальное согласие на прекращение военных поставок кабульскому правительству. С 1 января 1992 года Россия (как правопреемник СССР) прекратила поставки всех вооружений и боеприпасов правительственным войскам и, начиная с этого времени, ситуация в Афганистане начала заметно ухудшаться. В стране стала ощущаться острая нехватка топлива и продовольствия, а оппозиция на этом фоне активизировала свою агитационную и подрывную деятельность, склоняя на свою сторону военнослужащих правительственных войск. Отряды моджахедов стремительно стали захватывать одну провинцию за другой, всё ближе приближаясь к Кабулу. Советский генерал Ляховский в свой книге «Трагедия и доблесть Афгана» приводит интересный момент:

Последние семь наших военных советников убыли из Афганистана 13 апреля. Как мне рассказывал генерал-майор В. В. Лагошин, накануне вечером его пригласил к себе Наджибулла и сказал, что военным советникам срочно надо покинуть Афганистан, так как в самое ближайшее время власть перейдёт к оппозиции, а ему самому на посту президента осталось находиться дней пять. При этом добавил, что хотя советские и предатели, но он считает своим долгом отправить военных советников домой целыми и невредимыми. Действительно, когда со стороны администрации кабульского аэродрома стали выдвигаться различные препятствия относительно приёма и вылета советского самолёта, Наджибулла лично приехал на аэродром и оказал помощь в отправке советников в Ташкент.

Наджибулла потерял контроль над внутриполитической ситуацией сразу после того, как он объявил о своей готовности 18 марта 1992 года уйти в отставку, чтобы освободить место для нейтрального временного правительства. В целях преградить отрядам Хекматияра путь и его попыткам первым войти в столицу, Наджибулла перебросил из Мазари-Шарифа в Кабул части 53-й узбекской дивизии генерала Дустума. 16 апреля Наджибулла по совету и при содействии спецпредставителя генсека ООН Б. Севана попытался бежать из Кабула на самолёте ООН, но был задержан по призыву Абдул Вакиля узбекскими ополченцами Дустума. Президент вместе со своим братом Шапуром Ахмадзаем, начальником его канцелярии Тухи и начальником личной охраны Джафсаром укрылись в миссии ООН в Кабуле. 28 апреля отряды моджахедов во главе с А. Ш. Масудом без боя вошли в Кабул, свергнув НДПА, правившую страной 14 лет. Агентство Рейтер назвало Наджибуллу «последней жертвой перестройки».
С падением НДПА и уходом Наджибуллы с политической арены мир в Афганистане так и не наступил. В одном из своих последних интервью «The New York Times» Наджибулла сказал: «Если фундаментализм возобладает в Афганистане, то война будет продолжаться долгие годы, а страна превратится в центр мировой контрабанды наркотиков и терроризма». Его слова оказались пророческими. Гражданская война в Афганистане развернулась с ещё большей ожесточённостью, а страна оказалась раздираемой вооружённым противостоянием отрядов полевых командиров моджахедов. Правительство Наджибуллы на этом фоне начало оцениваться людьми как более предпочтительное в отличие от междоусобиц моджахедов, и потому неслучайно, что новая волна беженцев из Кабула покидала столицу со словами: «Да здравствует Наджибулла!».

#### Убийство
Мохаммад Наджибулла прожил последние четыре года безвыездно в миссии ООН. 27 сентября 1996 года талибы захватили Кабул. Они ворвались в здание миссии ООН, где Наджибулла вместе с братом находился с момента своего свержения, и вывезли их обоих. Как сообщили сотрудники ООН, Наджибуллу взяли в 1:30 ночи и убили в 4:30. Его подвергли пыткам. Привязав тело убитого президента к джипу, талибы протащили его на расстоянии в 2 км до перекрёстка Ариана, находящегося возле президентского дворца Арг. Они повесили изуродованное и окровавленное тело Наджибуллы и его брата Шахпура Ахмадзая за стальную проводную петлю на укреплённом КПП у ворот президентского дворца. Командир Талибана Нур Хакмал сказал, что «Мы его убили, потому что он был убийцей нашего народа». Талибы также издеваясь над телом убитого президента и его брата, вставляли между их пальцами, в рот, нос и карманы купюры афгани и сигареты.
Пластун и Адрианов, авторы книги «Наджибулла. Афганистан в тисках геополитики», иначе описывают последние минуты жизни Наджибуллы, указывая в качестве виновников его гибели агентов пакистанских спецслужб:

С одобрения Наджибуллы, его убежище покинули все эти годы находившиеся вместе с ним И. Тухи и Джафсар. Им удалось добраться до Индии, где они присоединились к ранее выехавшей туда семье Наджибуллы. Вместе с ним остался лишь бывший начальник 10-го Управления МГБ (охраны) его брат генерал Ахмадзай. Узнав, что бывший президент остался в столице, пакистанские спецслужбы, да и политические круги отреагировали незамедлительно. В Исламабаде поняли, что в их руках уникальный шанс раз и навсегда снять все вопросы об афгано-пакистанской границе. План был прост и не вызывал у его авторов каких-либо сомнений.
<…> 
Группа вооружённых талибов ворвалась в миссию ООН, попутно устроив там погром, арестовав и избив её сотрудников из числа афганских граждан. Наджибулла и его брат Ахмадзай были захвачены и переведены на одну из конспиративных квартир пакистанской разведки (ранее — советской), которые действовали при афганских спецслужбах с 1992 г.<…> 

В Кабуле появился известный в международных кругах, связанных с афганской политикой, генерал Аслам Бек. В своё время, он возглавлял Главный штаб сухопутных войск, затем, занимал руководящие должности в пакистанской военной разведке, выполняя наиболее деликатные поручения ещё со времен бывшего президента этой страны Зия-уль-Хака. Его сопровождал брат, также кадровый разведчик, группа офицеров. При них был сфабрикованный в недрах пакистанских спецслужб документ на захваченном в президентском дворце бланке канцелярии Наджибуллы. Написанный на нём текст, датированный периодом пребывания Наджибуллы у власти, представлял собой договор об официальном признании президентом и правительством Афганистана «линии Дюранда» в качестве официальной и постоянной границы между этой страной и Пакистаном. Это и было главной целью группы пакистанских военных — любой ценой заставить Наджибуллу сделать то, что никогда не сделал бы ни один пуштун — подписать этот «договор».
Наджибуллу предавали много раз. Но в самый страшный свой час, он нашёл силы не предать ни Афганистан, ни свой народ, ни себя. Пустив в ход свою недюжинную силу, благодаря которой за ним ещё с юности закрепилась кличка «Бык», он сумел разметать охрану, отнять у одного из офицеров пистолет и убить, (либо тяжело ранить), брата Аслам Бека. Последующее было кошмаром. Он перенёс страшные пытки, но сломлен не был. Жуткая казнь, потрясшая даже его врагов, возмутившая всех афганцев, по какую бы сторону баррикад они ни были, подвела черту под его жизнью, под дьявольским планом Исламабада и, по большому счёту, под политическим курсом Пакистана к северу от «линии Дюранда».

Похищение и убийство без судебного разбирательства Наджибуллы и его брата вызвало осуждение со стороны Генеральной Ассамблеи ООН.

## Оценка личности и воспоминания современников
Михаил Слинкин даёт следующую характеристику эпохи Наджибуллы:

Наджибулла был, без сомнения, искренним и честным в своих убеждениях принести мир на афганскую землю. Однако его стратегические расчёты умиротворить страну за счёт принесения в жертву НДПА и политической системы, стержнем которой она являлась, оказались порочными и заведомо недальновидными. Устранение из миротворческого процесса НДПА, как влиятельной политической силы, которая могла бы стать реальным противовесом оголтелому экстремизму и фундаментализму, направило развитие событий в Афганистане по наиболее трагическому, сомалийскому, варианту. Страна была ввергнута в кровавую бойню, несравнимо более жестокую, чем это было прежде. Прямую ответственность за это несут дерущиеся за власть различные, поддерживаемые извне группировки моджахедов. Но определённая доля исторической вины за продолжение трагедии афганского народа лежит и на Наджибулле, упустившему из рук один из возможных шансов к подлинному миру.

В другой своей работе «Афганистан. Страницы истории (80—90-е гг. XX в.)» даёт следующую оценку:

Стоит ещё раз подчеркнуть, что президент Наджибулла, как и режим, который он олицетворял, заслуживают гораздо лучшего к ним отношения. Лично Наджибулла порой был жёстким политиком, но никогда не был ни диктатором, ни тираном или узурпатором. За ним и его режимом стояли миллионы афганцев и не только из числа единомышленников, но и тех, кто, придерживаясь иной политической ориентации, не видел другой альтернативы леводемократическому режиму. Конечно, у режима Наджибуллы было много слабостей — объективных и субъективных, снижавших его способность управлять страной и защищаться. Однако, несмотря на всё это, указанный режим, опираясь на свою солидную социальную и военную силу, мог вполне сыграть позитивную роль в урегулировании афганской проблемы, в создании коалиционных основ власти и обеспечении будущего демократического развития своей страны, если бы была сохранена помощь и поддержка Афганистану со стороны СССР, а затем России. Оставшись один на один в борьбе с внутренними, региональными и заморскими противниками, левый кабульский режим оказался обречённым.

Генерал Махмут Гареев так описывает Наджибуллу:

Наджибулла человек высокого роста, плотного и несколько полноватого телосложения, с открытым и привлекательным лицом. Он был молод, властолюбив и полон жизненной энергии. Наджиб обладал широкой культурой и политической эрудицией. Безусловно, среди афганских руководителей он отличался умом, высокой работоспособностью и умением быстро схватывать особенности сложной обстановки и делать обоснованные выводы. Он был также довольно творческим человеком и легко отходил от сложившихся стереотипов и предрассудков. Несмотря на внешнее спокойствие, самообладание в сложных условиях обстановки, мог быть очень резким и эмоциональным, когда к этому вынуждали обстоятельства… Как всякий афганец, Наджиб человек очень хитрый и способный на неожиданные, неординарные ходы… В целом Наджибулла довольно уверенно осуществлял руководство страной и вооружёнными силами. Но всё же ему не удалось сплотить вокруг себя высшее политическое и военное руководство Афганистана.

По выражению советского дипломата, посла СССР в Афганистане в 1988—1989 Юлия Воронцова «если бы в Афганистане было 99 деятелей, подобных Наджибулле, с этой и той стороны, то все проблемы страны были бы давно решены».

## Память
В 2008 году одна из кабульских радиостанций провела телефонный опрос среди жителей провинции Кабул. При ответе на вопрос: «Какой из политических режимов прошлого и настоящего времени вы считаете наиболее отвечающим вашим интересам?» 93,2 % людей выбрали просоветский режим Наджибуллы. В том же году по случаю 12-летней годовщины с момента гибели сторонники Наджибуллы впервые собрались почтить его память. На траурном митинге председатель партии «Ватан» Ширулла Джабархел заявил, что убийство Наджибуллы было совершено «врагами афганского народа по приказу их хозяев извне». В 2009 году был создан Общественный фонд «Доктор Наджибулла».
Главный редактор журнала «Международная жизнь» Борис Пядышев писал о своей встрече с Наджибуллой в ноябре 1989 года в сообщении министру иностранных дел СССР Эдуарду Шеварднадзе:
Трогательным получилось посещение семьи президента. Поехал к ним домой во вторник, встретился с женой Фатан и тремя дочерьми (7, 6 и 1-й классы). Вас, Эдуард Амвросиевич, они считают близким своим человеком, были очень рады вашему подарку, девчонки тут же принялись за конфеты. Жена подтвердила впечатление мужественного, волевого человека, вспомнила, как обсуждали с вами предложение уехать из Кабула. Встреча кончилась тем, что младшая дочка спела на русском языке нашу песенку: «С голубого ручейка начинается река…»

## Семья
У него осталось три дочери, которые были вынуждены покинуть Афганистан после захвата его талибами и начала гражданской войны. Старшая дочь Хила Наджибулла — служила в международном Красном Кресте, в 2006 году выступила на саммите молодых лидеров ООН представляя Афганистан. В настоящее[какое?] время является сотрудником «Транснационального фонда исследований мира и будущего» в Швеции, участвует в политической деятельности. Вторая дочь — Моска Наджибулла, гражданка Индии, фотограф в международной компании Weber Shandwick.

## Награды
- Орден «Хосе Марти» (10 июня 1988, Куба)[40].